# 茨城県道31号瓜連馬渡線
茨城県道31号瓜連馬渡線（いばらきけんどう31ごう うりづらまわたりせん）は、茨城県那珂市からひたちなか市に至る県道（主要地方道）である。

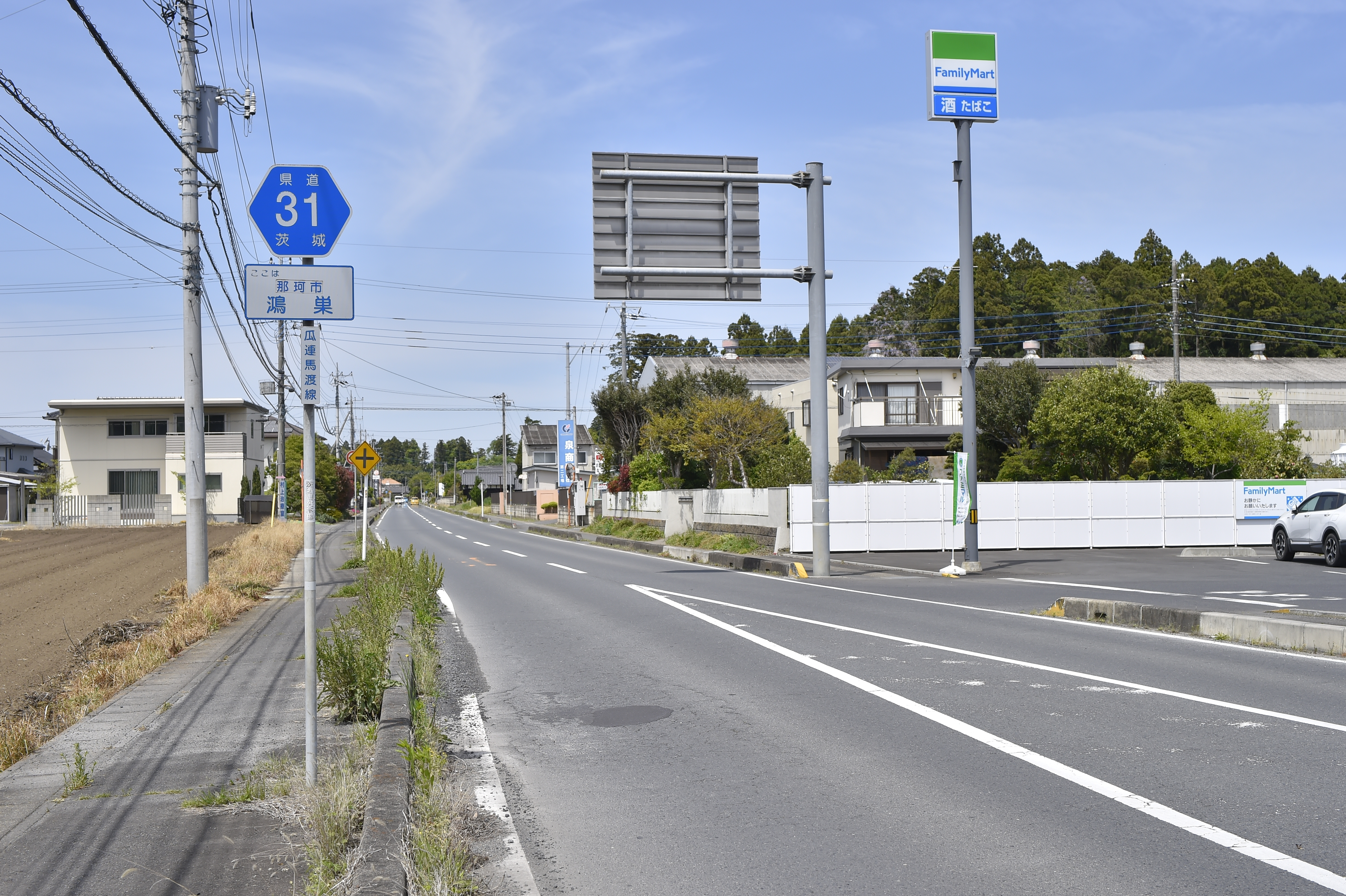
茨城県道31号瓜連馬渡線
那珂市鴻巣（2023年4月）

## 概要

### 路線データ
- 起点：那珂市中里730番の２地先（国道118号交点＝ナザレ園入口交差点）[1]
- 終点：ひたちなか市長砂（国道245号交点）
- 総延長：18.264 km[2]
- 重用延長：0.054 km[2]
- 未供用延長：なし[2]
- 実延長：18.210 km[2]
- 自動車交通不能区間延長[注釈 1]：なし[2]

## 歴史
1977年（昭和52年）2月14日、前身にあたる旧・県道那珂瓜連線（那珂郡那珂町 - 瓜連町、整理番号220）、県道佐和停車場線（佐和停車場 - 勝田市大字稲田、整理番号222）、県道佐和停車場馬渡線（佐和停車場 - 勝田市大字馬渡、整理番号223）、県道菅谷稲田線（那珂郡那珂町菅谷 - 勝田市大字稲田、整理番号224）の4路線を廃止・統合して主要地方道に昇格させた、起点を那珂郡瓜連町、終点を勝田市大字馬渡とする県道瓜連馬渡線（整理場号49）として路線認定した。認定当時、終点はひたちなか市大字馬渡の「追分三叉路」であった。のちの1995年（平成7年）には、茨城県道の路線再編成が行われて現在の整理番号31になり現在に至る。

### 年表
- 1959年（昭和34年）10月14日
前身にあたる（旧）県道那珂瓜連線（那珂町菅谷 - 瓜連町中里、図面対照番号163）、県道佐和停車場線（佐和停車場 - 勝田市稲田、図面対象番号165）、県道佐和停車場馬渡線（佐和停車場 - 勝田市馬渡、図面対照番号166）、県道菅谷稲田線（那珂町菅谷 - 勝田市稲田、図面対照番号167）が路線認定[5]。
- 1977年（昭和52年）2月14日
  - 主要地方道瓜連馬渡線（整理番号49）として路線認定される[6]。
  - 道路区域を、那珂郡瓜連町大字中里 - 勝田市大字馬渡に決定する[1]。
  - 同時に、県道那珂瓜連線（整理番号220）、県道佐和停車場線（整理番号222）、県道佐和停車場馬渡線（整理番号223）、県道菅谷稲田線（整理番号224）が廃止される[3]。
- 1984年（昭和59年）6月27日：那珂インター開通に伴い、那珂郡那珂町大字鴻巣（現県道那珂インター線交点） - 同町大字菅谷（ひばりヶ丘交差点）の道路改良バイパス（約1.3 km）が開通[7]。
- 1986年（昭和61年）12月26日：勝田市大字高野（県道豊岡佐和停車場線交点） - 同市大字長砂（国道245号交点）の新道区間（約3.1 km）が開通[8]。
- 1987年（昭和62年）11月5日：那珂町大字鴻巣（県道那珂インター線交点） - 同町大字菅谷（旧国道349号交点）の旧道（1.211 km）が指定解除され那珂町道へ降格[9]。
- 1990年（平成2年）12月3日：勝田市佐和（篠根沢交差点） - 同市高野（一般県道豊岡佐和停車場線）までバイパスの一部を建設する道路区域（約2.6043 km）が決定する[10]。
- 1991年（平成3年）10月1日：那珂町菅谷（ひばりヶ丘交差点） - 勝田市高野（一般県道豊岡佐和停車場線）のバイパス区間（7.018 km）を供用開始[11]。
- 1993年（平成5年）5月11日：建設省から、県道瓜連馬渡線が瓜連馬渡線として主要地方道に指定される[12]。
- 1995年（平成7年）3月30日：整理番号49から現在の番号（整理番号31）に変更される[4]。
- 2000年（平成12年）4月1日：那珂郡那珂町大字鴻巣 - ひたちなか市長砂の区間が、通行する車両の最大重量限度25トンの道路に指定される[13]。
- 2003年（平成15年）9月18日：ひたちなか市大字高野（高野十字路） - 同市大字馬渡（国道245号・馬渡下宿交差点）までの旧道区間（6.162 km）が指定解除され、ひたちなか市道降格及び、一部が県道351号馬渡水戸線へ編入される[14]。
- 2004年（平成16年）3月22日：那珂郡那珂町大字鴻巣 - ひたちなか市大字長砂の区間が、通行する車両の高さの最高限度4.1 mの道路に指定される[15]。
- 2006年（平成18年）3月17日：那珂市菅谷地内（都市計画道路上菅谷下菅谷線の一部、約0.7 km）の街路整備がなされ供用開始[16]。
- 2014年（平成26年）10月16日：那珂市菅谷（都市計画道路上菅谷下菅谷線の一部、約0.37 km）の街路整備がなされ供用開始[17][18]。
- 2018年（平成30年）2月8日：那珂市菅谷地内の旧道区間の一部（菅谷中宿交差点 - 菅谷小東交差点 - ひたちなか市佐和境界：2.339 km）が移管により県道指定解除[19]。
- 2019年（令和元年）7月31日：ひたちなか市佐和（孫目十字路） - 同市長砂（長砂交差点）間を、国際コンテナ車[注釈 3]の重量・長さ上限を引き上げる道路に指定[20]。
- 2022年（令和4年）10月27日：ひたちなか市大字佐和 - 同市大字高野（ひたちなか市佐和・那珂市菅谷境界 - 稲田十字路 - 高野十字路 - 県道31号現道交点）の旧道（4.039 km）を路線指定解除[21]。

## 路線状況
道路法の規定に基づき、那珂市福田（主要地方道那珂インター線交差） - ひたちなか市長砂（国道245号交差）間および、ひたちなか市高場（JR佐和駅） - 同市高野（高野十字路交差点）間は、緊急輸送道路として機能を維持するため、災害発生時の被害拡大防止を目的に道路用地内に電柱を建てることが制限されている。

### 別称
- 都市計画道路 上菅谷下菅谷線
那珂市の中心市街地（菅谷地区）を南北に結ぶ市街地形成の骨格をなす道路で、当県道に指定されている。国道349号那珂バイパス開通以前の旧国道349号にあたる道路でもある。那珂バイパス開通以後、衰退が顕著な旧市街地活性化の一翼を担う街路改良事業として、平成5年度（1993年）より道路を拡幅して歩道などを整備する事業がすすめられている[23]。

## 地理
起点の那珂市・国道118号分岐（ナザレ園入口）からJR常陸鴻巣駅前を通過し、県道65号との交差点に至り、ここを左折し、常磐自動車道のガードをくぐった先に那珂市役所前を経て国道6号孫目十字路を直進、笠松運動公園付近を通り高低の激しい道を経て終点の長砂交点は一面畑で横にJA長砂直売所がある。
旧道は那珂市のひばりが丘交差点を南下、JR上菅谷駅前を通過し国道349号旧道（菅谷中宿交差点）で左折する。国道349号那珂バイパス・菅谷小東交差点を直進。当道はそのまま直進し国道6号稲田十字路を経て、佐和駅前入口のを直進、県道284号との重複区間を経て当県道現道と合流する。

### 通過する自治体
- 那珂市
- ひたちなか市
- 那珂郡東海村
- ひたちなか市

### 交差する道路
- 国道118号・国道400号（起点）

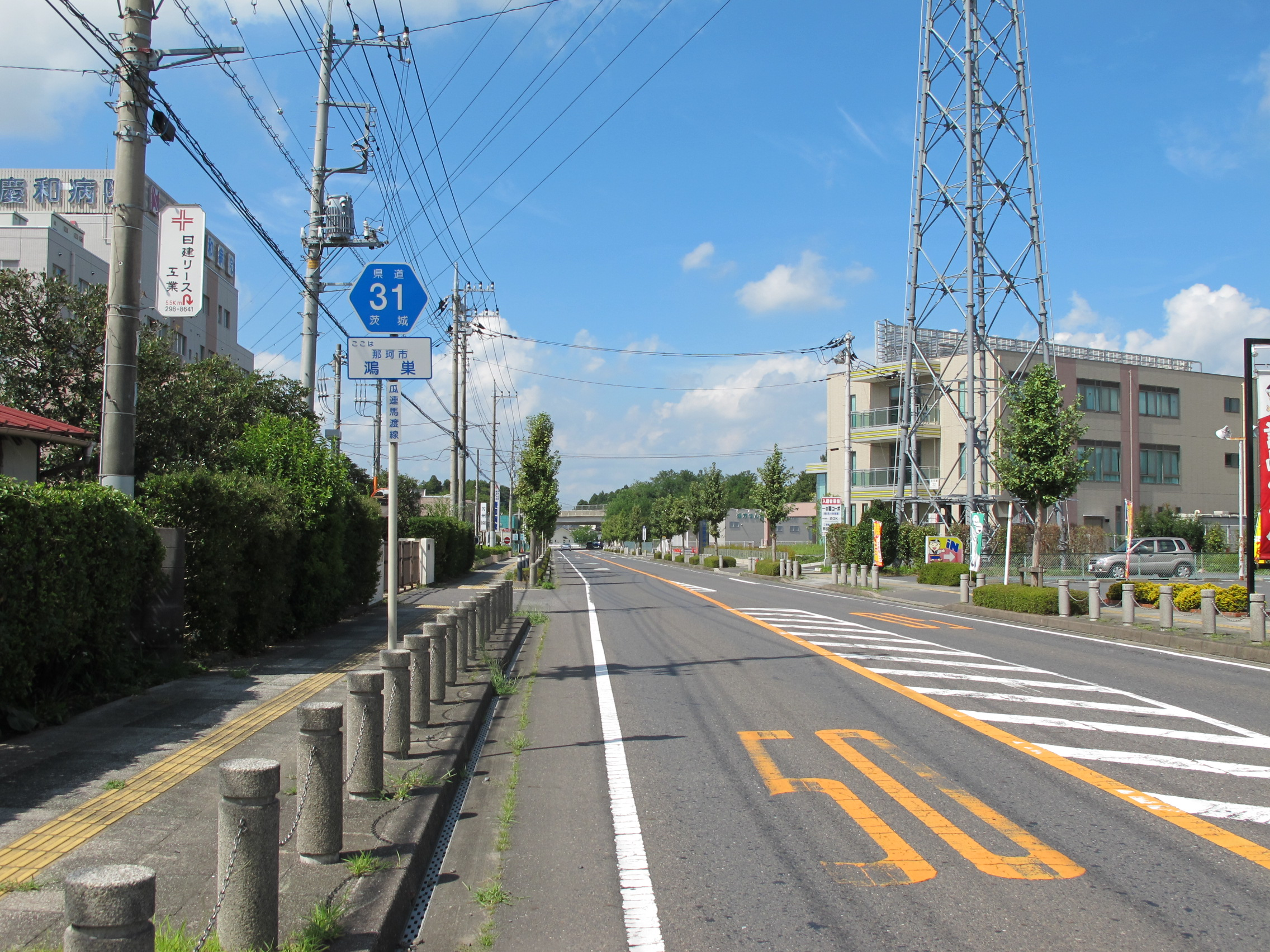
那珂市鴻巣（2012年9月）

- 茨城県道315号下宿常陸鴻ノ巣停車場線（那珂市鴻巣）
- 茨城県道65号那珂インター線（那珂市鴻巣）
- 国道349号（那珂市菅谷）
- 茨城県道172号額田南郷田彦線（那珂市堤）
- 国道6号（ひたちなか市佐和・孫目十字路）
- 茨城県道284号豊岡佐和停車場線（ひたちなか市高野）
- 国道245号（終点）

### 沿線にある施設など
- JR常陸鴻巣駅（那珂市鴻巣）
- 那珂市役所（那珂市鴻巣）
- JR上菅谷駅（那珂市菅谷）
- JR中菅谷駅（那珂市菅谷）
- 笠松運動公園（ひたちなか市佐和）
- 勝田ゴルフ倶楽部（ひたちなか市足崎）